# Mark Tullo
Mark Tullo (Santiago, 9 februari 1978) is een Chileens professioneel golfer.

## Amateur
Tullo studeerde aan de North Carolina State University. Tijdens zijn amateurstijd vertegenwoordigde Tullo zijn land regelmatig in het buitenland.

### Gewonnen

#### Chili
- 1996: Abierto de las Brisas de Santo Domingo, Abierto Las Araucarias, Abierto La Posada de Concepción, Abierto de la ciudad de Santiago, PWCC Chile, Abierto del Club de Polo, Abierto de Las Rocas de Santo Domingo, Abierto de Cachagua
- 1997: Abierto Rocas de Santo Domingo, Abiertos de Cachagua, Abierto Brisas de Santo Domingo, Abierto PWCC, Abierto Club de Polo
- 1998: Abierto de Granadilla, Abierto del PWCC , Abierto del PWCC
- 2002: Abierto de Marbella, Abierto de La Posada de Concepción

### Teams
- Eisenhower Trophy: 2002

## Professional
Tullo werd in januari 2003 professional. Daar won hij daarna twintig toernooien waarvan ook tweemaal het Chileens Open.
In 2008 tot en met 2010 en in 2012, 2014 en 2016 speelde hij op de Europese Challenge Tour, in 2011, 2013 en 2015 behaalde hij een Tourkaart op Europese PGA Tour. 

### Gewonnen

#### Chili
- 2003: Abierto del Club de Polo, Abierto de Las Palmas, Abierto de La Serena, Abierto de Valle Escondido
- 2004: Abierto La Serena Norte, Abierto La Posada, Abierto de Cachagua
- 2005: Abierto del Sport Francés, Abierto de Valle Escondido, Abierto de Chile, Abierto de las Araucarias, Abierto de la Serena, Abiertos de Marbella
- 2006: Abierto de La Serena, Abierto de Chile, Abierto de las Brisas de Chicureo, Abierto de Marbella, Abierto de Cachagua
- 2007: Abierto Las Palmas, Abierto de Valle Escondido
- 2009: Abierto Los Lirios
- 2010: Abierto Los Lirios

#### Europese Challenge Tour
- 2010 Rolex Trophy
- 2010 Egyptian Trophy
- 2014 Vacon Open